# Льондек (Конінський повіт)
Льондек (пол. Lądek) — село в Польщі, у гміні Ґродзець Конінського повіту Великопольського воєводства.
Населення — 259 осіб (2011).
У 1975-1998 роках село належало до Конінського воєводства.

## Демографія
Демографічна структура станом на 31 березня 2011 року:
|          | Загалом | Допрацездатний вік | Працездатний вік | Постпрацездатний вік |
| -------- | ------- | ------------------ | ---------------- | -------------------- |
| Чоловіки | 142     | 34                 | 90               | 18                   |
| Жінки    | 117     | 23                 | 62               | 32                   |
| Разом    | 259     | 57                 | 152              | 50                   |